# Luisito Comunica
Luis Arturo Villar Sudek (nascido em 20 de março de 1991), conhecido por seu canal no YouTube Luisito Comunica (português: "Luisinho Comunica"), é um YouTuber, empresário, e ator mexicano. Seu canal é o segundo mais inscrito no México e o 46º mais inscrito no mundo. Ele é descendente de tcheco.
Seus vídeos em alguns casos causaram controvérsia, como um onde ele viajou para Chernobyl e um onde conduziu uma caçada humana a um fã que desejava ver o mar. Luisito Comunica é dublador de Sonic the Hedgehog na América Latina no filme Sonic the Hedgehog, de 2020; e sua sequência. Ele aprendeu a ter cuidado com o que disse, porque às vezes dizia coisas ofensivas sobre outros países porque, quando viajou para a Venezuela e viu a situação, percebeu que deveria escolher suas palavras com cuidado.